# Aeroportul Galegu
Aeroportul Galegu (IATA: DNX, ICAO: HSGG) este un aeroport din Sudan ce deservește zona Dinder⁠(d).
Situat la o altitudine de circa 500 metri, aeroportul dispune de o singură pistă.